# Европско првенство у атлетици на отвореном 2014 — 5.000 метара за мушкарце
Такмичење у трци на 5.000 метара у мушкој конкуренцији на Европском првенству у атлетици 2014. у Цириху одржано је 15. и 17. августа на стадиону Лецигрунд.
Титулу освојену на Европском првенству 2012. у Хелсинкију одбранио је Мохамед Фара.

## Земље учеснице
Учествовало је 16 такмичара из 10 земаља.
1. Азербејџан (1)
2. Аустрија (1)
3. Белгија (2)
4. Естонија (1)
5. Италија (1)
6. Немачка (2)
7. Турска (1)
8. Уједињено Краљевство (3)
9. Француска (1)
10. Шпанија (3)

## Рекорди
| Рекорди пре почетка Европског првенства 2014. | Рекорди пре почетка Европског првенства 2014. | Рекорди пре почетка Европског првенства 2014. | Рекорди пре почетка Европског првенства 2014. | Рекорди пре почетка Европског првенства 2014. |
| --------------------------------------------- | --------------------------------------------- | --------------------------------------------- | --------------------------------------------- | --------------------------------------------- |
| Светски рекорд                                | Кенениса Бекеле, Етиопија                     | 12:37,35                                      | Хенгело, Холандија                            | 31. мај 2004.                                 |
| Европски рекорд                               | Мохамед Мурит, Белгија                        | 12:49,71                                      | Брисел, Белгија                               | 25. август 2000.                              |
| Рекорди европских првенстава                  | Џек Бакнер, Велика Британија                  | 13:10,15                                      | Штутгарт, Западна Немачка                     | 31. август 1986.                              |
| Најбољи светски резултат сезоне               | Едвин Чериот Сои, Кенија                      | 12:59,82                                      | Париз, Француска                              | 5. јул 2014.                                  |
| Најбољи европски резултат сезоне              | Енди Вернон, Велика Британија                 | 13:11,50                                      | Пало Алто, САД                                | 4. мај 2014.                                  |

### Најбољи европски резултати у 2014. години
Десет најбољих европских тркача на 5.000 метара 2014. године до почетка првенства (12. августа 2014), имали су следећи пласман на европској и светској ранг листи. (СРЛ)
| 1.  | Ендру Вернон    | Велика Британија | 13:11,50  | 4. мај  | 23. СРЛ, ЛР |
| 2.  | Буабдела Тари   | Француска        | 13:12,22  | 18. мај | 25. СРЛ     |
| 3.  | Башир Абди      | Белгија          | 13:20,61  | 15. мај | 51. СРЛ     |
| 4.  | Том Фарел       | Велика Британија | 13:22,27  | 4. мај  | 55. СРЛ     |
| 5.  | Мохамед Фара    | Велика Британија | 13:23,42  | 15. јун | 58. СРЛ     |
| 6.  | Арне Габијус    | Немачка          | 13:25,50  | 5. јул  | 66. СРЛ     |
| 7.  | Џејмс Вилкинсон | Велика Британија | '13:27,27 | 31. мај | 76. СРЛ, ЛР |
| 8.  | Рихард Рингер   | Немачка          | 13:27,92  | 31. мај | 79. СРЛ     |
| 9.  | Антонио Абадија | Шпанија          | 13:30,91  | 31. мај | 98. СРЛ, ЛР |
| 10. | Џонатан Мелор   | Велика Британија | 13:31,21  | 11. јул | 102. СРЛ    |

Такмичари чија су имена подебљана учествовали су на ЕП 2014.

## Освајачи медаља
|                                 |                              |                                 |
| Мохамед Фара · Велика Британија | Хајле Ибрахимов · Азербејџан | Ендру Вернон · Велика Британија |

## Квалификациона норма
| 13:40,00 |

## Сатница
| Датум            | Време | Коло   |
| ---------------- | ----- | ------ |
| 17. август 2014. | 16,30 | Финале |

## Стартна листа
Табела представља листу такмичара пре почетка првенства у трци на 5.000 метара са њиховим најбољим резултатом у сезони 2014, личним рекордом и националним рекордом земље коју представљају.
| Ред.бр. | СБР | Атлетичар          | Земља                | ЛРС      | ЛР       | НР       |
| ------- | --- | ------------------ | -------------------- | -------- | -------- | -------- |
| 1.      | 671 | Marouan Razine     | Италија              | 13:37,80 | 13:28,08 | 13:05,59 |
| 2.      | 548 | Ендру Вернон       | Уједињено Краљевство | 13:11,50 | 13:11,50 | 12:53,11 |
| 3.      | 412 | Хесус Еспања       | Шпанија              | 13:36,90 | 13:04,73 | 12:57,25 |
| 4.      | 318 | Soufiane Bouchikhi | Белгија              | 13:37,16 | 13:33,09 | 12:49,71 |
| 5.      | 403 | Антонио Абадиа     | Шпанија              | 13:30,91 | 13:30,91 | 12:57,25 |
| 6.      | 404 | Роберто Алаиз      | Шпанија              | 13:38,89 | 13:38,89 | 12:57,25 |
| 7.      | 567 | Арне Габијус       | Немачка              | 13:25,50 | 13:12,50 | 12:54,70 |
| 8.      | 522 | Мохамед Фара       | Уједињено Краљевство | 13:23,42 | 12:53,11 | 12:53,11 |
| 9.      | 671 | Башир Абди         | Белгија              | 13:20,60 | 13:20,60 | 12:49,71 |
| 10.     | 309 | Брентон Рове       | Аустрија             | 13:47,96 | 13:36,62 | 13:13,44 |
| 11.     | 312 | Хајле Ибрахимов    | Азербејџан           | 14:00,24 | 13:11,34 | 13:11,34 |
| 12.     | 523 | Том Фарел          | Уједињено Краљевство | 13:22,27 | 13:15,31 | 12:53,11 |
| 13.     | 455 | Тидрек Нурме       | Естонија             | 14:14,92 | 13:31,87 | 13:17.2  |
| 14.     | 588 | Рихард Рингер      | Немачка              | 13:27,92 | 13:27,29 | 12:54,70 |
| 15.     | 507 | Буабдела Тари      | Француска            | 13:12,22 | 13:12,22 | 12:58,83 |
| 16.     | 921 | Али Каја           | Турска               | 13:34,83 | 13:31,39 | 13:05,98 |

## Резултати

### Финале
| Место | Атлетичар          | Земља                | Резултат | Белешка |
| ----- | ------------------ | -------------------- | -------- | ------- |
|       | Мохамед Фара       | Уједињено Краљевство | 14:05,82 |         |
|       | Хајле Ибрахимов    | Азербејџан           | 14:08,32 |         |
|       | Ендру Вернон       | Уједињено Краљевство | 14:09,48 |         |
| 4.    | Рихард Рингер      | Немачка              | 14:10,92 |         |
| 5.    | Роберто Алаиз      | Шпанија              | 14:11,47 |         |
| 6.    | Буабдела Тари      | Француска            | 14:11,62 |         |
| 7.    | Арне Габијус       | Немачка              | 14:11,84 |         |
| 8.    | Антонио Абадиа     | Шпанија              | 14:11,89 |         |
| 9.    | Али Каја           | Турска               | 14:12,53 |         |
| 10.   | Тидрек Нурме       | Естонија             | 14:13,89 | ЛРС     |
| 11.   | Хесус Еспања       | Шпанија              | 14:14,57 |         |
| 12.   | Том Фарел          | Уједињено Краљевство | 14:15,93 |         |
| 13.   | Брентон Рове       | Аустрија             | 14:11,89 |         |
| 14.   | Marouan Razine     | Италија              | 14:16,46 |         |
| 15.   | Soufiane Bouchikhi | Белгија              | 14:17,43 |         |
| 16.   | Башир Абди         | Белгија              | 14:24,73 |         |

## Пролазна времена
| Дистанца | Атлетичар    | Држава               | Време    |
| -------- | ------------ | -------------------- | -------- |
| 1000 м   | Мохамед Фара | Уједињено Краљевство | 2:58,00  |
| 2000 м   | Арне Габијус | Немачка              | 5:56,73  |
| 3000 м   | Мохамед Фара | Уједињено Краљевство | 8:52,08  |
| 4000 м   | Мохамед Фара | Уједињено Краљевство | 11:43,03 |